# Sandnes Ulf
Sandnes Ulf – norweski klub piłkarski, grający w 2. divisjon, mający siedzibę w mieście Sandnes na południu kraju.

## Historia
Chronologia nazw:
- 1911—19??: Ulf
- 19??—2004: Ulf-Sandnes
- 2004—...: Sandnes Ulf

Klub został założony 1 czerwca 1911 roku jako Ulf. Potem zmienił nazwę na Ulf-Sandnes. W latach 1937–1940 zespół występował w najwyższej norweskiej lidze, która wtedy nazywała Norgesserien, ale wtedy Mistrzostwa Norwegii były rozgrywane według złożonego systemu i występowało w nim wielu klubów, które grały najpierw w ligach regionalnych, a następnie najlepsi zdobywały awans do rundy finałowej, w której rozgrywał się tytuł mistrza. Ulf-Sandnes nigdy nie kwalifikował się do rundy finałowej. Sezon 1939/40 został niedokończony z powodu drugiej wojny światowej. Po wznowieniu rozgrywek w 1947 roku zespół już nie uczestniczył w najwyższej lidze. W latach 50, 60 i 70 XX wieku zespół czasami występował w drugiej lidze, ale w większości grał w trzeciej lub czwartej ligach.
W 1997 roku powstał klub Sandnes FK w wyniku fuzji 11 klubów z okręgu Rogaland i przejął miejsce Ulf-Sandnes w norweskim systemie ligowym. Ulf-Sandnes jako farm-klub Sandnes FK rozpoczął sezon 1998 w szóstej dywizji norweskiej, ale szybko ruszył do góry w systemie ligowym. W 2001 Ulf-Sandnes wrócił do 3 dywizji (D4). W tym samym czasie, Sandnes FK przeżywał trudności finansowe i spadł do trzeciej dywizji. Po zakończeniu sezonu 2003 Sandnes FK powrócił do 2 dywizji (D3). Fuzja Sandnes FK i Ulf-Sandnes została zaproponowana w 2003 roku. Formalnie fuzja pomiędzy klubami doszła w dniu 9 lutego 2004 roku, a 10 lutego połączony klub przyjął nazwę Sandnes Ulf. Klub rozpoczął sezon 2004 w 2 dywizji, do składu wchodziło dziewięciu zawodników z Sandnes FK (plus jeden, który został wypożyczony do Viking) oraz pięciu graczy z Ulf-Sandnes, a także kilka nowych graczy. Dwóch najlepszych zawodników odeszły do Bryne FK.
Po zakończeniu sezonu 2007 zespół zajął pierwsze miejsce w grupie 3 i awansował do Adeccoligaen (D2). Jednak klub zajął przedostatnie 15 miejsce i spadł z powrotem do 2 dywizji. W 2009 ponownie zajął pierwsze miejsce w grupie 3 i awansował do Adeccoligaen. Zajął spadkowe 13 miejsce jednak z powodu problemów finansowych wyżej ulokowanego klubu Follo FK utrzymał się w drugiej lidze. Po zakończeniu sezonu 2011 zajął drugie miejsce i po raz pierwszy zdobył awans do Tippeligaen.

## Sukcesy

### Trofea międzynarodowe
Nie uczestniczył w rozgrywkach europejskich (stan na 31-12-2012).

### Trofea krajowe
| \| \| Zdobyte trofea w rozgrywkach Norwegii (stan na: 31-12-2012) \| |                                                             |      |                  |
| Rozgrywki                                                            | Osiągnięcie                                                 | Razy | Sezon(y)         |
| Mistrzostwo                                                          | I miejsce                                                   | 0    |                  |
| Mistrzostwo                                                          | II miejsce                                                  | 0    |                  |
| Mistrzostwo                                                          | III miejsce                                                 | 0    |                  |
| Mistrzostwo                                                          | 14 miejsce                                                  | 1    | 2012             |
| Puchar                                                               | zdobywca                                                    | 0    |                  |
| Puchar                                                               | finalista                                                   | 0    |                  |
| Puchar                                                               | 1/16 finału                                                 | 3    | 2008, 2010, 2011 |
| II liga                                                              | I miejsce                                                   | 0    |                  |
| II liga                                                              | II miejsce                                                  | 2    | 2012             |
| II liga                                                              | III miejsce                                                 | 0    |                  |
| Norwegia                                                             | Zdobyte trofea w rozgrywkach Norwegii (stan na: 31-12-2012) |      |                  |

## Stadion
Klub rozgrywa swoje mecze domowe na Øster Hus Arena w Sandnes, który może pomieścić 6043 widzów.